# Grammitis obtusa
Grammitis obtusa är en stensöteväxtart som beskrevs av Carl Ludwig Willdenow och Georg Friedrich Kaulfuss. Grammitis obtusa ingår i släktet Grammitis och familjen Polypodiaceae. Inga underarter finns listade.